# Euskara batua
Ujedinjeni baskijski (baskijski: Euskara Batua ili jednostavno Batua ) jest standardizirani oblik baskijskog jezika, razvijen od strane Akademije baskijskog jezika u kasnim 1960-tim, koji je danas najčešći oblik jezika u cijeloj Baskiji. Temelji se pretežito na središnjem baskijskom dijalektu,  obično se koristi u obrazovanju na svim razinama - od osnovne škole do sveučilišta, na televiziji i radiju, te u velikoj većini pisane proizvodnje na baskijskom jeziku.
Također se koristi u uobičajenom govoru od strane novih govornika koji nisu naučili neki lokalni dijalekt, osobito u gradovima, dok u selu, s više starijih govornika, ljudi više ostaju vezani za prirodne dijalekte, posebice u neformalnim situacijama ; tj. baskijska tradicionalna narječja još uvijek se koriste u situacijama u kojima su se uvijek koristili u neformalnim situacijama), dok je Euskara Batua osvojila nova područja za baskijski jezik: formalne situacije (gdje se rijetko koristio baskijski, osim vjerskih obreda) i puno novih govornika koji inače ne bi naučili baskijski.
Euskara Batua uživa status službenog jezika u Španjolskoj (u cijeloj baskijskoj autonomnoj zajednici te u dijelovima Navare), ali ostaje nepriznat kao službeni jezik u Francuskoj,  gdje je jedini jezik službeno priznat jezik francuski.

## Povijest
Standardni   baskijski je izrađen godine 1970. od strane Euskaltzaindije (kraljevske akademije baskijskog jezika) i uglavnom se temelji na središnjem baskijskom dijalektu  (gipuskoanskom ) i na pisanoj tradiciji. Nakon što je stoljećima pritisnuta od akulturacije iz oba španjolski i francuski, a osobito u doba Franca u kojemBaskijski jezik je zabranjeno i došli bliže istrebljenju u Španjolskoj, Akademija je osjetio potrebu za stvaranjem jedinstvenog baskijskog, tako da jezik ima veće šanse za preživljavanje.
Kongres održan 1968. u svetištu Arantzazu,  smještenomm na visoravnima Gipuskoe i dinamičnom baskijskom kulturnom središtu, gdje su propisane osnovne smjernice za postizanje tog cilja na sustavan način (leksikon, morfologija, deklinacija i pravopis ) Daljnji korak je poduzet 1973. s prijedlogom da se uspostavi standardna konjugacija.
Rasprava proizašla iz tog novog seta standardnih jezičnih pravila (1968. – 1976.) nije spriječila da Euskara Batua iz postane sve više prihvaćen kao baskijski standardni jezika u nastavi, medijima i upravi (1976. – 1983.), u kontekstu rastuće regionalne vlada (Statut autonomije Baskije (1979.),  Poboljšanje Povelje Navare (1982.)).

## Razlozi za gipuzkeru
Postoje razlozi za temeljenje standardiziranog baskijskog na središnjem (gipuskoanskom) dijalektu,  Koldo Zuazo ih je naveo:
1. Jezični razlozi: središnja dijalekt je okupljalište svih baskijskih govornika.Najzapadniji dijalekt - biskajski-je stran govornicima drugih dijalekata; a isto se događa is najistočnijim dijalektom-zuberoanskim.
2. Demolingvistički razlozi: središnji i zapadni prostor bili su godine 1968.  i još uvijek su zone, gdje živi većina govornika baskijskog. Osim toga, to je bilo, a i danas je, područje gdje je baskijski jezik najjači.
3. Sociolingvistički razlozi: od 18. stoljeća, središnji dijalekt, točnije, Beterri pod-dijalekt bio je najprestižniji.
4. Gospodarski i kulturni razlozi: Bilbao je svakako najvažniji baskijski grad, ali nije baskijsko govorno područje. Isto vrijedi i za Gasteiz, Iruñeu i Baionu-Angelu-Biarritz. Dakle Gipuskoa,  jedina baskijska pokrajina s multipolarnom strukturom, odnosno bez glavnog grada, gdje je sva pokrajina bila kao veliki grad.

## Prednosti
Prema Koldu Zuazu, postoji šest glavnih prednosti koje Euskara Batua je donijela baskijskom jeziku:
1. Baskijski govornici mogu lako razumjeti jedni druge pomoću Batue. Pri korištenju povijesnih narječja, poteškoće u razumijevanju bile veće, pogotovo između govornika nesredišnjih narječja.
2. Prije stvaranja Euskara Batua, baskijski govornici su se morali okreatti španjolskom ili francuskom kako bi raspravljali intelektualne ili radne teme - Euskara Batua im daje prikladan alat za to.
3. Zahvaljujući Batui, više odraslih ljudi nego ikada su bili u mogućnosti   učiti baskijski jezik.
4. Baskijski jezik prešao svoje granice povlačenja. Ako gledamo na starim kartama koje prikazuju područje na kojem se govorio baskijski, vidjet ćemo da se ovo područje uvijek smanjivalo. Ali sada, zahvaljujući euskaltegijima i ikastolama koji podučavaju Euskara Batua, baskijsko govorno područje je sve veće i veće, baskijski zvučnici se mogu naći u bilo kojem mjestu u Baskij, pa čak i izvan nje.
5. Euskara Batua je dala prestiž baskijskom jeziku, jer sada se može koristiti u visokoj razini uzance društva.
6. Baskijski govornici su ujedinjeniji : otkako je stvorena Euskara Batua, unutarnje granice jezika također su razbijene, a osjećaj pripadanja zajednici je življi. S jačom zajednicom govornika, baskijski jezik postaje jači.

## Kritike
Standardni baskijski je opisan kao umjetni jezik od svojih kritičara, jer je ponekad teško međusobno razumljiv s dijalektima u krajnjim pokrajinama  (najzapadnijeg biskajskog i najistočnijeg zuberoanskog). Zatim, baskijski jezični puristi (kao što su Oskillaso i Matías Múgica ) tvrdili su da će njegovo postojanje i širenje ubiti povijesne i prave baskijske dijalekte. Drugi tvrde da je Batua zaštitila budućnost jeziku koji se natječe s francuskim i španjolskim.
Istraživanje koje je provela Euskaltzaindia pokazuju da bskijski jezik raste najčešće u područjima gdje je Euskara Batua uvedena i podučavana nasuprot lokalnih dijalekata. Doista, to je dozvolilo preporod govornog baskijskog, jer mnogi od trenutne starije generacije ne mogu govoriti jezik dijelom kao rezultat zabrane tijekom većeg dijela diktature generala Franca.
Druga točka spoticanja je pisanje grafema "h". Sjeverosistočni dijalekti izgovaraju ga aspirativno (kao hrvatsko "h"), dok se u ostalima ne izgovara. Standardni baskijski ga zahtijeva u pisanom obliku, ali omogućuje tihi izgovor. Protivnici se žalili da bi mnogi govornici morali učiti svoj vokabular po sjećanju.
Federico Krutwig je također zagovarao stvaranje alternativnog književnog dijalekta, ovaj put na temelju renesansnog lapurdijskog kojeg je koristio Joannes Leizarraga prvi prevoditelj protestantske Biblije. Ona je također sadržavala etimološki pravopis.